# Mitrophora gigas
Mitrophora gigas är en svampart som beskrevs av Lév. 1846. Mitrophora gigas ingår i släktet Mitrophora och familjen Morchellaceae.   Inga underarter finns listade i Catalogue of Life.